# Zabava
Zabáva je zelo širok pojem, ki vključuje različne zabavne dejavnosti. Običajno ta izraz pomeni nekaj, kar ni neposredno povezano z delom. V ožjem pomenu je beseda zabava prireditev: pustna zabava, novoletna zabava, rojstnodnevna zabava.